# Bebington
Bebington es una villa del distrito de Wirral, en el condado de Merseyside (Inglaterra).

## Geografía
Según la Oficina Nacional de Estadística británica, Bebington tiene una superficie de 16,29 km².

## Demografía
Según el censo de 2001, Bebington tenía 57 066 habitantes (47,61% varones, 52,39% mujeres) y una densidad de población de 3503,13 hab/km². El 19,35% eran menores de 16 años, el 72,21% tenían entre 16 y 74 y el 8,44% eran mayores de 74. La media de edad era de 40,71 años.
El 93,55% eran originarios de Inglaterra y el 3,5% de otras naciones constitutivas del Reino Unido, mientras que el 1,33% eran del resto de países europeos y el 1,62% de cualquier otro lugar. Según su grupo étnico, el 98,46% de los habitantes eran blancos, el 0,47% mestizos, el 0,36% asiáticos, el 0,18% negros, el 0,42% chinos y el 0,11% de cualquier otro. El cristianismo era profesado por el 82,02%, el budismo por el 0,15%, el hinduismo por el 0,12%, el judaísmo por el 0,05%, el islam por el 0,21%, el sijismo por el 0,06% y cualquier otra religión por el 0,12%. El 9,31% no eran religiosos y el 7,96% no marcaron ninguna opción en el censo.
Del total de habitantes con 16 o más años, el 25,49% estaban solteros, el 55,81% casados, el 1,74% separados, el 7,54% divorciados y el 9,42% viudos. Había 23 786 hogares con residentes, de los cuales el 28,18% estaban habitados por una sola persona, el 10,19% por padres solteros con o sin hijos dependientes, el 40,81% por parejas casadas y el 5,98% sin casar, con o sin hijos dependientes en ambos casos, el 10,88% por jubilados y el 3,96% por otro tipo de composición. Además, había 639 hogares sin ocupar y 20 eran alojamientos vacacionales o segundas residencias.